# Религии в Башкортостане
Особенностью Республики Башкортостан является многонациональность населения. Эта особенность определила её поликонфессиональность. При этом, согласно Конституции России, никакая религия не может устанавливаться государственной или обязательной.

## Тенгрианство
Примерно до X-XIV века башкиры исповедовали древнюю религию кочевых тюркских народов тенгрианство, основанную на вере в творца Тенгри. На сегодняшний день следы культа Тенгри у башкир видны в материалах фольклора и этнографии (пословицы, обряды, ритуалы).
Особенностью тенгрианства как религии было выделение во Вселенной трех зон: небесной, земной и подземной. Каждая зона воспринималась как видимая и невидимая. Невидимое Небо состояло из трех, девяти и более горизонтальных ярусов, в каждом из которых находились свои божества. На наивысшем ярусе проживал Большой Дух Неба — Тенгри. Считалось, что Вселенной правят: Тенгри-хан — верховное божество, а также божества — Йер-суб, Умай, Ерлик, Земля, Вода, Огонь, Солнце, Луна, Звезды, Воздух, Тучи, Ветер, Смерч, Гром и Молния и др.
Ибн Фадлан писал в X веке, что у башкир двенадцать «господов»: 

«…у зимы господь, у лета господь, у дождя господь, у ветра господь, у деревьев господь, у людей господь, у лошадей господь, у воды господь, у ночи господь, у дня господь, у смерти господь, у земли господь, а господь, который на небе, самый больший из них. Однако он объединяется с теми в согласии, и каждый из них одобряет то, что делает его сотоварищ»… Мы видели, как [одна] группа из них поклоняется змеям, [другая] группа поклоняется рыбам, [ещё одна] группа поклоняется журавлям…"— Антонов И. В. Башкиры в эпоху средневековья. Уфа, 2012. 308 с. (на с.237)
В то же время отмечалось существование уже в 921 году среди башкир мусульман.
Если в христианстве, исламе, иудаизме идея человеческого бессмертия трансформирована в идею бессмертия души, то в тенгрианстве люди верили в буквальное воскрешение, в продолжение жизни на земле в том же человеческом образе.
Во времена укрепления на территории Башкортостана веры в Тэнгри башкир застал Ислам. Окончательное утверждение ислама среди башкир произошло в 1320—1330-е годы и связано с именем золотоордынского хана Узбека, который утвердил ислам в качестве государственной религии Золотой Орды. Однако тенгрианство своеобразно преломилось в сознании народа, создав исторический феномен, свойственный башкирам.

## Ислам
Первым мусульманским археологическим памятником на Урале являются находки Левашовского могильника в Ишимбайском районе Башкортостана. В ходе раскопок были найдены три серебряных дирхема и золотой динар Арабского халифата 706, 712 и 892 гг. и обнаружены захоронения с вытянутыми вдоль тела руками, головой на запад, которые позволяют считать могильник раннемусульманским кладбищем.
Большую роль в обращении башкир в ислам на раннем этапе сыграли суфийские миссионеры братств Ясавийа и Накшбандийа, проникавшие на Южный Урал из городских центров Центральной Азии, прежде всего, из Бухары. Это предопределило преобладающее влияние среди башкир собственной формы «локального ислама», в котором соединились элементы суннитского ислама ханафитского толка и суфийских представлений.
Ислам проникал на территорию современного Башкортостана  из Волжской Булгарии в X веке.
Брат из Ордена миноритов Иоганка (венгр, проживший среди башкир вместе с англичанином Вильгельмом «шесть лет непрерывно») в своем письме к генералу ордена, датированном 1320 годом, сообщает: «Государя же всей Баскардии с большей частью его семьи мы нашли совершенно зараженным сарацинским заблуждением».
При Узбек-хане (1312—1342 гг.) ислам стал официальной религией Золотоордынского ханства. В его правление к башкирам с миссионерской целью посылались мусульманские проповедники, получившие духовное образование в Булгаре. В долинах рек Башкирии — Белой, Уршака, Демы, Чермасана, Ика — расположены могилы более чем 20 мусульманских миссионеров.
С присоединением башкир к Русскому государству (вторая половина XVI в.) актуализировалась догматическая сторона мусульманского культа, так как российская власть в значительной степени стремилась контролировать духовные процессы в башкирском обществе. К этому времени башкиры уже считали себя мусульманами-суннитами, то есть имели сформировавшуюся религиозную идентичность.
Особенностью ислама среди башкир является то, что религиозный синкретизм не был преодолен: элементы народных верований и культов сохранялись в их общественном сознании вместе с исламскими традициями и обрядами. Такая устойчивость элементов древних верований и культов объяснялась тем обстоятельством, что башкиры как народ сформировались в доисламский период, когда в их духовной культуре преобладало мифологическое мышление.
В отличие от башкир, татары сформировались как народ гораздо позже, в период существования Казанского ханства (1437—1552), на основе объединения различных тюркоязычных этнических групп. Ислам, как государственная религия Казанского ханства, стал решающим фактором объединения татар. Он выполнял роль основы татарской культуры.
Историк В. Н. Витевский рассказывает о существовании главного святилища в Уфимской губернии — Азиевской мечети, которая «во все бунты служила совещательным местом башкир». Весной 1736 года мечеть была разрушена карательными отрядами И. К. Кирилова во время подавления башкирских восстаний.
Исторически Уфа стала центром российских мусульман. Для централизованного управления их деятельностью в Уфе в 1782 году был учрежден муфтиат, а при нем в 1788 году создано Оренбургско-Уфимское магометанское духовное управление. Оренбургское магометанское духовное собрание было открыто именно в Уфе благодаря инициативе Дмитрия Борисовича Мертваго, советника Уфимского наместнического правления в 1787—1797 гг. и крестного отца Сергея Аксакова. Глава ОМДС (муфтий) и его члены, назначаемые правительством, становились государственными служащими. Началось огосударствление ислама.
Уфа как город на границе Европы и Азии мог выполнять функции центра очень эффективно, объединяя мусульманские общины Западной Сибири, Урала, Поволжья, Кавказа.
Духовное собрание ведало строительством мечетей, испытанием мулл в знании ислама, надзором за действиями мусульманского духовенства, заключением браков, имущественными спорами, проверкой случаев неповиновения детей родителям, правильности исполнения мусульманских обрядов.
Духовное управление имело трехступенчатую структуру. На высшей ступени стояли сам муфтий, ответственный секретарь управления, 5-6 судей (казыев), переводчик, столоначальники и писари, всего 20-30 человек. Средняя ступень (или мухтасибат) при мусульманских общинах численностью от 50 до 150 человек состояла из 2-5 верующих мусульман во главе с мухтасибом (контролером). Низшая ступень (мутаваллиат) при мечети включала в себя муллу, муэдзина и секретаря-казначея; они вели все дела мечети, медресе, контролировали соблюдение мусульманских принципов жизни.
Первым муфтием Уфы и автором многих нововведений в управлении был ахун Мухамеджан Хусейнов.
К концу XIX в. среди мусульман активизировались реформаторские и традиционалистские настроения. Традиционалистская реакция (кадимизм) выразилась в призыве консервативных мулл замкнуться в религиозной общине и игнорировать процессы российской модернизации. Реформаторское движение джадидистов, начавшееся среди национальной интеллигенции и прогрессивных мулл, стремясь сохранить ислам как мировоззренческую систему, пыталось осовременить мусульманскую общину путем модернизации ее экономики, секуляризации культуры и организации общественно-политической жизни.
Одновременно усилились процессы маргинализации башкирского общества и пауперизации значительной части населения. Стал востребован ишанизм — деградировавший суфизм, потерявший философскую, этическую основы, но сохранивший обряды и формы социальных взаимоотношений. Ишанизм был представлен в регионе традицией братства Накшбандия-Муджаддидийа, отличительной особенностью которой было особое пристрастие к обрядности и ритуалу, преклонение перед догматами. Многие его шейхи, кроме религиозной и преподавательской деятельности, занимались предпринимательством, политикой, становились крупными землевладельцами. То есть из суфизма была убрана система нравственного самосовершенствования, осталась лишь обрядовая форма.
В июле-декабре 1917 года в Оренбурге и Уфе прошли три всебашкирских съезда. На третьем съезде (курултае) был принят закон «О религии Башкурдистана», который, в частности, предусматривал создание независимого Башкирского духовного управления мусульман (БДУМ). Формальной причиной создания нового муфтиата была объявлена политическая ангажированность Центрального Духовного управления мусульман Внутренней России и Сибири (ЦДУМ), однако в действительности образование БДУМ инициировали башкирские общественные деятели, недовольные «татарским засильем» в Уфимском муфтиате. Было сформировано Национальное управление тюрко-татар мусульман Внутренней России и Сибири (Милли идара), которое было разогнано большевистским правительством в январе 1918 года.
В 1930-е годы происходила атеизация Башкирской АССР. Она проявлялась в запрете на отправление религиозных нужд населения, в закрытии мечетей и всеобщим запретом на веру. В начале 1990-х годов наметился рост популярности религии, причем не только исламской, но и разных толков христианства, что стало характерной чертой общественно-политической жизни Башкирии того времени. Открывались мечети, издавалась масса религиозной литературы.
Сейчас в Уфе расположены Центральное духовное управление мусульман России (ЦДУМ) и Духовное управление мусульман Республики Башкортостан. К 2002 году в Башкортостане действовали 609 мусульманских общин: 334 в подчинении ДУМ РБ, 271 в подчинении ЦДУМ, 4 в подчинении Духовного управления мусульман «Ассоциации мечетей» (центр — в Москве).
В настоящее время в Башкортостане мусульманам принадлежат 464 культовых здания, из них 310 мечетей (215 возведены после 1990), с 1991 года действуют уфимский Исламский институт имени Р. Фахретдинова (ЦДУМ), медресе «Галия» и им. М. Султановой в Уфе, медресе в Белорецке (ДУМ РБ). Во всех городах республики построены Соборые мечети. Шесть Соборных мечетей — в разное время в Уфе.
В РБ находится около 90 мусульманских особо почитаемых захоронений. К ним относится комплекс Акзейрат (Аҡзыярат; Хусейнбека кэшэнэ и погребения шести воинов Тимура) в Чишминском районе, могилы ишана Ягафара у деревни Новотимашкино Аургазинского района, Гатауллы Абдельмаликова у д. Валитово Хайбуллинского района, М. Сиражетдинова в Баймакском районе, безымянные могилы «святых» («әүлиә ҡәбере») на горах Юрактау в Давлекановском, Ауш в Учалинском, Масим в Бурзянском, Сынташ в Благоварском, Тратау в Ишимбайском районах, у деревень Кунакулово Бижбулякского района, Юзимяново Гафурийского района и др.
Народами, исповедующими ислам в Башкортостане на сегодняшний день являются, в основном, башкиры, татары, узбеки, таджики, казахи, азербайджанцы, арабы, чеченцы.

## Христианство

### Православие
Православие в Башкирии появилось с русскими поселениями во второй половине XVI века. В 1579 году в Уфимском остроге, основанном в 1574 году, была построена первая деревянная церковь в честь Казанской иконы Божией Матери. С 1580-1590-х годов в Уфе находились Сергиев и Успенский мужской монастыри, Вознесенский мужской монастырь на реке Усолке (Гафурийский р-н), с XVII века — уфимский в честь Рождества Христова женский монастырь.
В конце XVI—XVIII веков православные приходы края были подчинены Казанской кафедре зауральской части Башкирии, которая в 1621 году вошла в состав Тобольской епархии. В 1721 г. было создано Уфимское духовное правление, которое возглавил настоятель уфимского Успенского монастыря. 27 сентября 1799 г. учредили Оренбургскую и Уфимскую епархию с центром в Уфе. В 1859 году ее разделили на Оренбургскую и Уральскую, Уфимскую и Мензелинскую епархии (с 1928 — Уфимская и Давлекановская, с 1942 — Уфимская и Мензелинская, с 1945 — Уфимская и Башкирская, с 1952 — Уфимская и Стерлитамакская).
Возрождение православной епархии в Башкортостане началось в 1990 году, когда её возглавил архиепископ Никон (Васюков). Число приходов быстро возросло с 17 в 1990 году до 160 в 1999 году.
В 2002 году в Уфимской епархии существовали 156 приходов, 150 богослужебных зданий (из них — 67 храмов), четыре монастыря (уфимский в честь Успения Пресвятой Богородицы мужской, Табынской иконы Божией Матери женский (Гафурийский р-н), во имя Илии пророка мужской в с. Месягутово Дуванского р-на, Покровский мужской в с. Дедове Фёдоровского р-на). Клир епархии состоял из 179 священнослужителей.
В 2011 году Священным Синодом РПЦ в Башкортостане создана Башкортостанская митрополия в составе Русской православной церкви Московского Патриархата. В состав Башкортостанской митрополии вошли Нефтекамская епархия, Салаватская епархия, Уфимская епархия. Правящий архиерей — Никон (Васюков).
Святыней православных верующих Башкортостана является Табынская икона Божией Матери. Крестный ход с Табынской иконой Божией Матери по времени и расстоянию является самым продолжительным в России и продолжается практически весь год.
Местночтимые православные святые: священномученик Андрей (Ухтомский), Аверкий Северовостоков, священномученик; Зосима Еннатская, преподобная; преподобномученик Максим (Попов), Варвара, блаженная затворница Скворчихинская; священномученик Алексий (Канцеров), преподобный Моисей Уфимский; священномученик Петр (Варламов); преподобномученица Маргарита (Гунаронуло); мученик Киприан (Яценко); Евграф Еварестов, священномученик; Симон (Шлеев), священномученик; священномученик Тимофей (Петропавловский).
С конца XIX века проводились систематические исследования церковной истории края. Это труды Л. С. Суходольского «Церковно‑историко‑статистическое описание Оренбургской епархии» (1857), И. А. Сперанского «Очерк из церковной истории Оренбургского края с 1739 до открытия епархии (1799)» (1890), И. Е. Златоверховникова «Уфимская епархия. Географический, этнографический, административно‑исторический и статистический очерк» (1899) с описанием приходов, монастырей, учебных заведений, сведения о миссионерской деятельности Русской православной церкви на Южном Урале.
Н. М. Чернавский в книге «Оренбургская епархия в прошлом ее и настоящем» (1902) затронул вопросы храмового строительства, духовного образования, описал биографии епископов епархии Уфимской до конца 80‑х гг. XIX в. и Оренбургской епархии до конца XIX в.
В начале XX века священники Н. Н. Модестов, Сперанский, К. П. Херувимов и светские деятели В. Н. Витевский, Р. Г. Игнатьев, А. И. Кривощёков изучали истории монастырей (Благовещенский монастырь, Вознесенская пустынь, Воскресенский Златоустовский единоверческий монастырь, Успенский монастырь и др.), церквей, биографий уфимских архиереев.
В XX-XXI веках в работах И. Г. Акманова, А. П. Чулошникова рассматривалась проблема христианизации народов Башкортостана как одна из причин башкирских восстаний XVII-XVIII вв. П. В. Егоровым составлен справочник‑путеводитель «Уфимская епархия Русской православной церкви» (2005).
Народами, исповедующими православие в Башкортостане на сегодняшний день являются, в основном, русские, часть марийцев, чуваши, удмурты, украинцы, мордва, белорусы, субэтнос татар кряшены, грузины.

#### Старообрядцы
Старообрядчество появилось в Башкортостане в конце XVII века с потоком переселенцев на Южный Урал.
В 1990 году в Республике Башкортостан имели официальный статус пять старообрядческих общин (одна поповская, четыре беспоповских), из них: спасовское согласие (гг. Ишимбай, Салават, Стерлитамак), беспоповцы, рябиновцы или мелхиседеки (г. Стерлитамак), поповцы, относящиеся к Новозыбковской митрополии (с. Усень-Ивановское Белебеевского р-на).
Старообрядцы представлены в Башкирии всеми согласиями, которые были зафиксированы документами конца XIX — начала XX века. Сохраняется осознание старообрядческой идентичности во многих русских селах. Строятся храмы и молитвенные дома, в том числе на средства городского бюджета (например, молитвенный дом спасовцев в Стерлитамаке). В религиозно-общественной жизни Уфы заметна белокриницкая община, возглавляемая профессором-историком Борисом Николаевичем Лаптевым.
На сегодняшний день приходы Русской старообрядческой православной церкви имеются в Уфе и Стерлитамаке, приходы Древнеправославной Поморской церкви имеются в Уфе и Баймакском районе, приход Истинно-православной (катакомбной ) церкви имеется в Туймазинском районе.
Имеются молитвенный дом Русской православной старообрядческой церкви, молитвенный дом Рождества Пресвятой Богородицы (Древлеправославной поморской церкви) в Уфе, имеются церковь Василия Великого (Древлеправославной поморской церкви) и старообрядческий молельный дом в Стерлитамаке, имеется церковь Успения Пресвятой Богородицы (Русской древлеправославной церкви) в селе Усень-Ивановское Белебеевского района.
Строится храм святителя Николы в Уфе (Русской православной старообрядческой церкви).
```
                                                          
Старообрядчество

                              ___________________________________|___________________
                             |                                                       |
                     
Беглопоповство
                                          
Беспоповство

       ______________________|___________________________                            |__________________________________
      |                      |                           |                           |                    |             |

Единоверие
   
Белокриницкое согласие
        
Новозыбковское согласие
                 
Выгорецкая обитель
 
Нетовцы
       
Федосеевцы
 
                                                                               _________|______           |             |
                                                                              |                |    
Самокрещенцы
  
Аристовцы

                                                                        
Поморский толк
    
Филиповцы
```

В 1971 году состоялся Поместный Собор Русской Православной Церкви, который отменил решения Московского Собора 1656 года и Большого Московского Собора 1667 года, «узаконивших» раскол. Анафемы на старообрядцев были признаны недействительными, а сами старые обряды признаны равными с принятыми в Русской Православной Церкви.

### Протестантизм
Протестанты появились на территории современного Башкортостана в XVIII веке.

#### Баптизм
Первые баптисты в Башкортостане появились в конце XIX века, когда в Белебеевском уезде возникла колония переселенцев из Харьковской губернии. Затем баптистские общины распространились в Уфимском и Стерлитамакском уездах, в Давлеканове и Уфе.
К 1913 г. общая численность баптистов достигла 623 человек, к 1927 г. — около 2 тыс. человек. В 1945 г. общины Всесоюзного совета евангельских христиан-баптистов были зарегистрированы в Уфе, Стерлитамаке, дер. Шаровке Белебеевского р-на, в 70-80-х гг. — в Давлеканове, Бирске, Кумертау. В начале 2002 года евангельские христиане-баптисты Российского Союза, входящие в Региональное объединение Республики Башкортостан (зарегистрировано в 1994), имели 22 общины (в Уфе, Стерлитамаке, Кумертау, Нефтекамске, Салавате); евангельские христиане-баптисты от Совета Церквей («инициативники», отделились от Всесоюзного совета евангельских христиан-баптистов в 1961) — шесть общин (из них две в Уфе, а также в Давлеканове, Белорецке, Нефтекамске, Бирске). В 1994 году образована церковь Евангельских христиан-баптистов города Ишимбая.
Салаватская церковь евангельских христиан-баптистов — центральная церковь евангельских христиан-баптистов города Салавата, центр духовной жизни ЕХБ города. Здание церкви было построено в 2000 году на средства и при участии верующих христиан-баптистов города Салавата.

#### Лютеранство
С начала XX в. в Уфе существует лютеранская кирха, которая была закрыта в 1930 году, далее отремонтирована и открыта в 2012 году. В 2002 году в Башкортостане действовали четыре лютеранские общины: в Уфе, Стерлитамаке, Октябрьском, селе Пришиб Благоварского района (в 1996 — четыре, в 2000 — шесть).
Лютеранами в Башкортостане на сегодняшний день являются, в основном, немцы.

### Католичество
Католики на территории современного Башкортостана появились в XVII в., после прибытия сюда на службу из Полоцка и Смоленска польских и литовских шляхтичей. Во второй половине XVIII в. в Оренбургскую губернию были сосланы пленные польские конфедераты-католики, в XIX в. — участники польского восстания, члены различных польских патриотических групп.
В 1863 году в Уфе была открыта каплица, в 1890 г. освящен костел (закрыт в 1938). В 2002 году в Башкортостане действовали четыре католические общины: в Уфе, Давлеканове, Октябрьском и в с. Алексеевке Благоварского района, где построена католическая церковь Успения Девы Марии.
Католиками в Башкортостане на сегодняшний день являются, в основном, немцы, вьетнамцы, а также иностранные студенты.

### Армянская Апостольская Церковь
Армянская Апостольская Церковь имеет с 2001 г. приход во имя св. Григория Просветителя в Уфе. Приход относится к Новонахичеванской и Российской епархии ААЦ.
Имеется Церковь Святого Нерсеса в Стерлитамаке. 
Строится Церковь в деревне Вавилово Уфимского района.

### Церковь Иисуса Христа Святых последних дней
Имеется Церковь Иисуса Христа Святых последних дней в Уфе.

## Марийская традиционная религия
Имеются общины марийской традиционной религии в Караидельском, Краснокамском и Янаульском районах Башкортостана .

## Иудаизм
Иудаизм появился на территории Башкортостана в середине XIX века с солдатами-евреями, взятыми в кантонистские школы. В дальнейшем численность иудеев увеличилась в связи с миграцией в край евреев. Еврейские религиозные общины действовали в Уфе, Давлеканове и пос. Иглино.
Первый молельный дом для иудеев появился в Уфе в конце XIX века. В 1915 году на средства иудейской общины была построена синагога. В 70-х гг. XX в. иудейская община в Башкирской АССР прекратила существование. Сейчас в Уфе действуют две иудейские общины (возникли в 1993 и 2000), одна из которых относится к Федерации еврейских общин России, другая — к Объединению религиозного современного иудаизма в России.
Построена синагога в Уфе.

## Кришнаизм
Имеются кришнаитские общины в Уфе и Салавате.

## Буддизм
Имеются буддистские общины в Уфе и Белебее.